# Episodi di Red Oaks (seconda stagione)
La seconda stagione della serie televisiva Red Oaks è stata interamente pubblicata negli Stati Uniti l'11 novembre 2016 su Amazon Video.
In Italia, la stagione è stata pubblicata il 10 marzo 2017.
| nº | Titolo originale | Titolo italiano             | Pubblicazione USA | Pubblicazione Italia |
| -- | ---------------- | --------------------------- | ----------------- | -------------------- |
| 1  | Paris            | Parigi                      | 11 novembre 2016  | 10 marzo 2017        |
| 2  | Memorial Day     | Il giorno della memoria     | 11 novembre 2016  | 10 marzo 2017        |
| 3  | Father's Day     | La festa del papà           | 11 novembre 2016  | 10 marzo 2017        |
| 4  | The Bris         | La circoncisione            | 11 novembre 2016  | 10 marzo 2017        |
| 5  | Independence Day | Il giorno dell'Indipendenza | 11 novembre 2016  | 10 marzo 2017        |
| 6  | Old Flames       | Vecchie fiamme              | 11 novembre 2016  | 10 marzo 2017        |
| 7  | The Anniversary  | L'anniversario              | 11 novembre 2016  | 10 marzo 2017        |
| 8  | Lost and Found   | Perso e ritrovato           | 11 novembre 2016  | 10 marzo 2017        |
| 9  | The Wedding      | Il matrimonio               | 11 novembre 2016  | 10 marzo 2017        |
| 10 | The Verdict      | Il verdetto                 | 11 novembre 2016  | 10 marzo 2017        |

## Parigi
- Titolo originale: Paris
- Diretto da: Hal Hartley
- Scritto da: Joseph Gangemi & Gregory Jacobs

### Trama
Dicembre 1985. David arriva a Parigi per trascorrere le vacanze natalizie con Skye. Il ragazzo non sta attraversando un momento facile, avendo deciso di lasciare l'università per continuare a inseguire i sogni da cineasta. Inoltre, suo padre ha dovuto chiudere lo studio di commercialista ed è senza lavoro. Skye regala a David una telecamera con cui poter girare i suoi film, iniziando a riprendere la vacanza. I loro propositi sono vanificati dall'arrivo dei genitori di Skye che, avendo il signor Getty ottenuto il permesso di viaggiare dalle autorità, hanno voluto fare un'improvvisata alla figlia. Dopo essersi nascosto per non farsi vedere da Getty, dati i recenti trascorsi, David si palesa ufficialmente durante una cena al ristorante.
Getty non ha cambiato idea sulla relazione tra David e sua figlia, nonostante il ragazzo si dica disposto a riprendere le loro lezioni di tennis. Alla festa di Capodanno Getty dice a David che, per quanti sforzi faccia, non sarà mai abbastanza per Skye. Puntando a mettere ulteriore distanza tra i due fidanzati, Getty propone alla figlia di allungare il suo soggiorno a Parigi, studiando alla prestigiosa Sorbona. Skye vorrebbe che anche David restasse in Francia, ma il ragazzo sente di non essere abbastanza coraggioso dal tentare l'avvenura in un Paese straniero. Ai due non resta altro da fare che salutarsi, mentre un taxi riaccompagna David in aeroporto.

## Il giorno della memoria
- Titolo originale: Memorial Day
- Diretto da: Hal Hartley
- Scritto da: Joseph Gangemi & Gregory Jacobs

### Trama
Maggio 1986. I genitori di David iniziano le pratiche per il divorzio. Al country club Wheeler ha cambiato mansione, passando dall'essere parcheggiatore al servire cocktail. Nash invita David alla festa di apertura della stagione estiva, un'occasione per rimettersi in pista dalle recenti delusioni. Karen comunica a David che lei e Barry si sposeranno, facendolo sentire ancora più a disagio per ciò che sarebbe potuto essere tra di loro. David freme all'idea di rivedere Skye, di ritorno da Parigi, ma Getty è sempre più convinto che la loro storia finirà entro l'estate.
Determinato a conquistare Misty, che non è potuta venire alla festa perché impegnata con la scuola di dentisti, Wheeler si presenta come volontario a una dimostrazione. Misty però mette in chiaro che secondo lei non potranno andare oltre l'amicizia. Il consiglio del country club invita Getty a dimettersi, temendo la cattiva pubblicità derivante dai suoi guai giudiziari. Getty non intende lasciare e sfida il consiglio a trovare un candidato che possa batterlo nelle elezioni per il rinnovo delle cariche. David non viene ammesso alla scuola di regia ed è consolato da Skye.

## La festa del papà
- Titolo originale: Father's Day
- Diretto da: Hal Hartley
- Scritto da: Joseph Gangemi, Gregory Jacobs & Karey Dornetto

### Trama
Dopo che suo padre lo ha interrotto mentre stava amoreggiando con Skye, David avverte l'esigenza di comprare casa per conto suo. Skye invita il fidanzato al brunch del country club in occasione della festa del papà, poiché ha bisogno di man forte nel comunicare ai genitori che ha deciso di lasciare il college. Inoltre, spera che possa essere un'opportunità affinché David e suo padre si conoscano meglio. Tuttavia, David sembra essere uscito dalle simpatie di Getty, il quale adesso vuole essere allenato da Nash. Wheeler sostiene un esame universitario, sostituendosi a un cliente del country club che lo aveva pagato per farlo.
Getty non prende affatto bene la notizia che Skye vuole abbandonare gli studi, incolpando David di questa improvvida scelta. Judy è invitata a pranzo da Gail, apprendendo che la sua insegnante di yoga è rimasta incinta con la fecondazione assistita. Nash mette gli occhi su una ricca cliente del country club, la signora Hershowits, appena rimasta vedova. Skye chiede ai suoi amici gay Serge e Alex di procurarle un appartamento in città.

## La circoncisione
- Titolo originale: The Bris
- Diretto da: Amy Heckerling
- Scritto da: Joe Gangemi, Gregory Jacobs & Max Werner

### Trama
Fay esorta il marito a essere più carino con David perché, peggio lo tratterà, più il suo legame con Skye si rafforzerà. Dopo avergli proposto di riprendere le loro lezioni di tennis, Getty invita David a pranzo in un ristorante esclusivo per spiegargli l'importanza, qualora lui e Skye avessero in serbo progetti importanti, di costruirsi una posizione solida. Dopodiché Getty lo porta a visitare la sua azienda, sperando di instillargli la scintilla del business.
David è il regista della cerimonia di circoncisione del figlio di Stan Feinberg. Barry, anch'egli presente come fotografo, vuole mettere in chiaro con David che non potrà continuare a evitarlo all'infinito, affrontando i suoi demoni una volta per tutte. Come segno di riconciliazione, Barry gli passa il contatto di Travis, un amico che lavora in televisione e può aiutarlo a montare il filmato. Sam è al ristorante per un appuntamento al buio, ma la donna che avrebbe dovuto incontrare si era dileguata non appena aveva visto che era troppo vecchio. David annega i dispiaceri nell'alcol e in un'imbarazzante esibizione al karaoke, venendo recuperato da Judy che si trovava lì assieme ad alcune amiche.

## Il giorno dell'Indipendenza
- Titolo originale: Independence Day
- Diretto da: Amy Heckerling
- Scritto da: Joe Gangemi, Gregory Jacobs & Shawn Harwell

### Trama
David si presenta a Travis che gli offre una postazione da utilizzare per il montaggio dei filmati. Getty vuole sapere da David come sta Skye, che adesso lavora come cameriera in un pub e nel tempo libero coltiva la passione per la pittura, perché lui non la sente più. Wheeler ha allargato il suo giro di studenti che aiuta a prepararsi in vista dei test di ammissione al college. Tabitha, una delle sue allieve, si è invaghita di lui e chiede rassicurazioni a Misty sul fatto che siano soltanto amici. Gail ha procurato a Judy un appuntamento con la sua amica Margot.
Al country club si festeggia il giorno dell'indipendenza. Getty comunica alla moglie che gli è stato offerto un patteggiamento, sei mesi di condizionale e due anni di lavori socialmente utili, ma il prezzo sarebbe la perdita della licenza di trading. Fay vorrebbe che il marito accettasse una proposta che, seppur dolorosa, gli permetterebbe di chiudere i conti con la legge. Getty non è dello stesso avviso e intende rifiutare per affrontare il processo a testa alta, con il risultato però di indispettire Fay. David vorrebbe che Skye iniziasse a presentarlo come il suo ragazzo, visto che lui sta facendo altrettanto con lei, temendo che si vergogni di lui. Skye si giustifica con il fatto di non voler trasformare il loro rapporto in qualcosa di banale.
Sotto i fuochi d'artificio David e Skye si baciano appassionatamente.

## Vecchie fiamme
- Titolo originale: Old Flames
- Diretto da: Hal Hartley
- Scritto da: Joe Gangemi, Gregory Jacobs & Tom Papa

### Trama
Prima di andare in tribunale per il suo processo, Getty entra in una chiesa e si confessa davanti a un prete cattolico. Skye trascina David alla proiezione cinematografica di Xan, una sua amica che spera possa essere d'ispirazione per il fidanzato. Non sentendosi dell'umore giusto per una festa, essendo reduce da una settimana impegnativa e avendo preferito stare tranquillo a casa con Skye, David lascia la proiezione in anticipo. Trattenutasi alla festa, Skye ne approfitta per chiedere un consulto ad Adelaide, un'insegnante che le dà preziosi suggerimenti per la sua arte. Un amico di Sam è riuscito a rintracciare Som-Yi, una ragazza coreana che aveva conosciuto quando stava nell'esercito, scoprendo che per tutti questi anni ha vissuto negli Stati Uniti a un paio d'ore di distanza da lui.
Tabitha chiede a Wheeler di darle una lezione serale a casa sua. La ragazzina ha chiari intenti provocatori, con Wheeler che prova a tenerla a bada perché è minorenne. All'improvviso irrompe Eli, in teoria il fidanzato di Tabitha, che aggredisce Wheeler, costringendolo a precipitarsi alla scuola di Misty per essere curato ai denti. Questo episodio contribuisce a riavvicinare Wheeler e Misty, ma i due non riescono ancora a compiere l'ultimo passo. Di ritorno dalla proiezione, David incrocia Karen fuori dalla porta di casa sua e la invita a entrare. Senza volerlo, i due ragazzi si baciano, riconoscendo subito che si è trattato di un errore. Prima di salutarsi, Karen chiede a David di filmare il suo matrimonio con Barry.

## L'anniversario
- Titolo originale: The Anniversary
- Diretto da: Hal Hartley
- Scritto da: Joe Gangemi, Gregory Jacobs & Max Werner

### Trama
A causa dell'improvviso forfait del regista, Travis mette David a riprendere il programma televisivo Til the Down. Durante la diretta telefona Wheeler, su di giri perché è appena stato baciato da Misty ed è in ansia in vista del loro primo appuntamento. Sam bussa alla porta della casa di Som-Yi, ad aprirgli è la nuora che gli comunica il decesso della suocera avvenuto due anni prima. Sam fa la conoscenza di Peter, il figlio della donna, nato in una base militare e che vive negli Stati Uniti dall'età di sette anni.
I Getty festeggiano le nozze d'argento. David si scusa con Skye per il suo comportamento della sera prima, nascondendole però quanto accaduto con Karen. Nervoso perché Fay non sta facendo altro che bere champagne, Getty minaccia Nash di fargli perdere il lavoro se non gli sarà fedele nelle elezioni del consiglio direttivo. Skye si inserisce nella conversazione, venendo a sapere dal padre del suo pranzo con David. Ciò che più indispettisce Skye è il fatto che sia stato David a dire al padre del suo lavoro da cameriera. Quando una Fay ormai fuori controllo precipita in piscina, David si tuffa a recuperarla e come ricompensa Getty gli offre un posto di lavoro nella sua azienda. Skye esige che David rinunci alla proposta paterna, rimarcando come andrebbe contro i suoi principi e che lei non sarebbe mai tornata da Parigi per fidanzarsi con un operatore finanziario. David risponde che non saranno le loro velleità artistiche a sostenerli finanziariamente.
Dopo una piacevole serata, Wheeler e Misty si risvegliano nudi nel campo di golf del country club.

## Perso e ritrovato
- Titolo originale: The Anniversary
- Diretto da: Gregg Araki
- Scritto da: Joe Gangemi, Gregory Jacobs & Shawn Harwell

### Trama
Barry invita David al suo addio al celibato che si terrà ad Atlantic City, chiedendogli di fare l'autista sobrio. Non sentendosi in grado di reggere un'intera serata da solo con il futuro marito di Karen e il suo testimone, David coinvolge anche Wheeler e Nash. Il testimone di Barry è Skip, istruttore di golf del country club, con cui Nash è tutt'altro che in buoni rapporti. Durante il viaggio in macchina, mentre si stanno raccontando storie, Barry precipita fuori dall'abitacolo e riporta, oltre a una possibile commozione cerebrale, diverse contusioni. Sam non riesce più a trovare Gracie, la gatta che gli era stata affidata da Karen perché Barry ne è allergico.
Barry fugge dall'ospedale e gli amici non riescono a trovarlo. Nash propone di tornare a casa, abbandonando Barry al suo destino, sfiorando la rissa con Skip che naturalmente vuole riuscire a trovarlo. Proprio nel momento peggiore, Barry si materializza in evidente stato confusionario per via dei farmaci presi in ospedale. Nash confida a David di essere in crisi perché non s'immaginava di ritrovarsi alla soglia dei quarant'anni senza una donna accanto. Judy aiuta Sam nell'inutile ricerca di Gracie, accorgendosi di come la gatta sia diventata un punto di riferimento fondamentale per l'ex marito. Seduti sul divano, gli ex coniugi manifestano i segnali di una possibile riconciliazione, troncati però da Judy che se ne va appena in tempo.
Tornati sani e salvi al country club, Wheeler invita David a chiarirsi con Skye.

## Il matrimonio
- Titolo originale: The Wedding
- Diretto da: Gregg Araki
- Scritto da: Joe Gangemi & Gregory Jacobs

### Trama
Il country club ospita il matrimonio di Barry e Karen. La sposa ha un ripensamento, così David la raggiunge in bagno e le mostra una registrazione di Barry in cui si dice pronto a prenderla in moglie. Karen raggiunge Barry sull'altare e i due si sposano. Tabitha si scusa con Wheeler per quanto accaduto a casa sua con il fidanzato Eli, annunciandogli che grazie alle sue lezioni ha ottenuto un ottimo punteggio al test. L'aver addestrato con successo così tanti ragazzi sprona Wheeler a voler riprendere gli studi per diventare insegnante, notizia che Misty accoglie con gioia. Judy rivela a David cosa stava per accadere con suo padre, precisando di essere molto preoccupata del fatto che Sam non si sia ancora fatto una ragione del loro divorzio.
Travis propone a David di lavorare nella sua stazione televisiva. Questo sviluppo inatteso lo fa titubare sulla proposta di Getty, per la quale non ha ancora preso una decisione. Mentre Judy è contenta che il figlio possa realizzare il suo sogno di diventare regista, Sam vuole invece che accetti il ben più sicuro lavoro da Getty. David risponde in malo modo al padre, invitandolo a lasciargli decidere il suo futuro in autonomia. Una vicina di casa bussa alla porta di Sam perché ha ritrovato la gatta Gracie.
David consegna a Skye la cassetta contenente il filmino della vacanza a Parigi, invitandola ad andare alla sentenza del processo di suo padre perché lui non ci potrà essere.

## Il verdetto
- Titolo originale: The Verdict
- Diretto da: David Gordon Green
- Scritto da: Joe Gangemi & Gregory Jacobs

### Trama
Sam incontra Getty nella sala d'attesa del cardiologo, perorando la causa di David per un'assunzione nella sua società. Getty inizia ad averne abbastanza dei tentennamenti di David, avvertendolo che è venuto il momento di prendere la sua strada e che non può sempre procrastinare le decisioni importanti. Convinto che le parole di Getty abbiano un fondo di verità, David annuncia a Travis che rifiuta l'impiego nel canale televisivo. Il consiglio direttivo del country club rielegge Getty presidente, dandogli la forza necessaria per affrontare l'altra sfida che deve affrontare, quella del processo a suo carico. Wheeler è stato ammesso alla Cornell University e Misty teme che questo potrà avere ripercussioni sulla loro storia. David e Wheeler organizzano una festa a sorpresa per il quarantesimo compleanno di Nash, affittando una lussuosa barca di Ganz. Skye ha ascoltato il consiglio di David ed entra in tribunale, dove i suoi genitori sono in trepidante attesa del verdetto. La felicità di Getty nel vedere la figlia al suo fianco svanisce subito quando il giudice pronuncia la sentenza di colpevolezza per tutti i reati a lui ascritti.
Un'altra estate finisce. David si è reso conto che è venuto il momento di camminare con le proprie gambe, così ha deciso di andare a vivere da solo in città e trovarsi un lavoro. Arrivato nel suo nuovo appartamento, non appena David esce suona il telefono con un messaggio in segreteria di Skye, la quale gli comunica di trovarsi anche lei in città per frequentare la scuola d'arte e gli augura buona fortuna. 